# Usapinonot
Usapinonot is een bestuurslaag in het regentschap Timor Tengah Utara van de provincie Oost-Nusa Tenggara, Indonesië. Usapinonot telt 1015 inwoners (volkstelling 2010).